# 雅加達臺灣學校
雅加達臺灣學校（英語：Jakarta Taipei School，縮寫：JTS），前身為雅加達臺灣國際學校（JTIS），是一所由臺灣的中華民國政府在印尼雅加達經營的國際學校。該校招收臺灣（中華民國）公民和其他國籍的學生，提供幼兒園到高中的課程，採用臺灣教育課程。
截至2016年，該校有30名教師，180名台灣學生，以及100名其他國籍的學生。

## 歷史
雅加達臺灣學校於1991年開辦，由駐雅加達臺北經濟文化代表處協助。該校最初成立於1992年1月10日，是印尼政府結束對中文禁令後的第一所中文學校。

## 外部連結
- 雅加達臺灣學校 （页面存档备份，存于） （中文）